# Endemismo de México
En México se puede encontrar una biodiversidad muy vasta de ecosistemas, plantas y genes, de los cuales gran parte  y son endémicos.  Se considera que de las plantas vasculares entre el 40% y 60% son endémicas. De las especies cactáceas se considera que alrededor del 77% son endémicas, es decir, que de 669 especies consideradas en el país, 518 son del territorio mexicano. El 32% de las especies de mamíferos son endémicas, es decir, 169 de 535 especies son endémicas. Y sólo el 11%, de las 1107 especies de aves, son endémicas.
El tipo de vegetación en México también se cataloga como endémico. Entre el 60% y el 70% de las especies de los bosques de coníferas son consideradas endémicas, así como también entre el 60% y el 70% de las especies que se encuentran en los matorrales xerófilos del país son endémicas. Y de las especies endémicas del bosque tropical perennifolio sólo forman el 5% de su total.
México ocupa el cuarto lugar en diversidad florista porque cuenta con aproximadamente veintiséis mil especies endémicas de este tipo. En esta lista de animales pueden ser el Ajolote mexicano o el lobo mexicano, endémico significa que creció en un lugar en específico.